# Edda (namn)

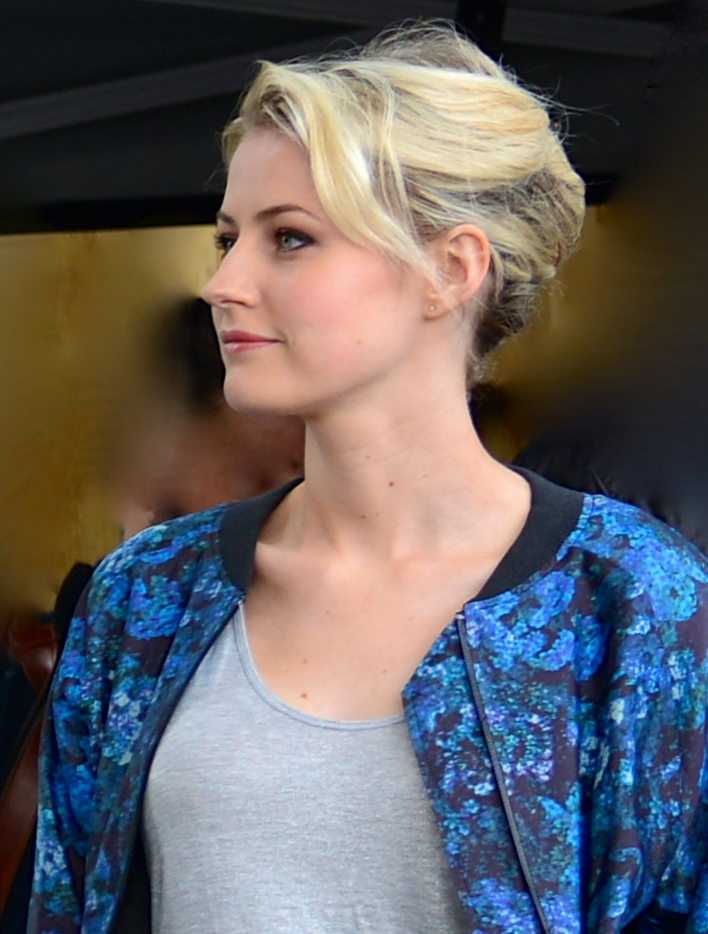
Edda Magnason

Edda är ett isländskt kvinnonamn som betyder anmoder. Namnet har använts i Sverige sedan 1800-talet.
Den 31 december 2014 fanns det totalt 363 kvinnor folkbokförda i Sverige med namnet Edda, varav 271 bar det som tilltalsnamn.
Namnsdag: saknas

## Personer med namnet Edda
- Edda Björgvinsdóttir, isländsk skådespelare
- Edda Ciano, dotter till Benito Mussolini
- Edda Garðarsdóttir, isländsk fotbollsspelare
- Edda Göring, dotter till Hermann Göring
- Edda Magnason, svensk artist
- Edda Moser, tysk operasångerska

## Fiktiva
- Edda (mytologisk gestalt) en fornnordisk gestalt i Eddadikten Rigstula